# Marsdenia koniamboensis
Marsdenia koniamboensis är en oleanderväxtart som beskrevs av André Guillaumin. Marsdenia koniamboensis ingår i släktet Marsdenia och familjen oleanderväxter. Inga underarter finns listade i Catalogue of Life.